# Expédition de Bartholomew de Fonte

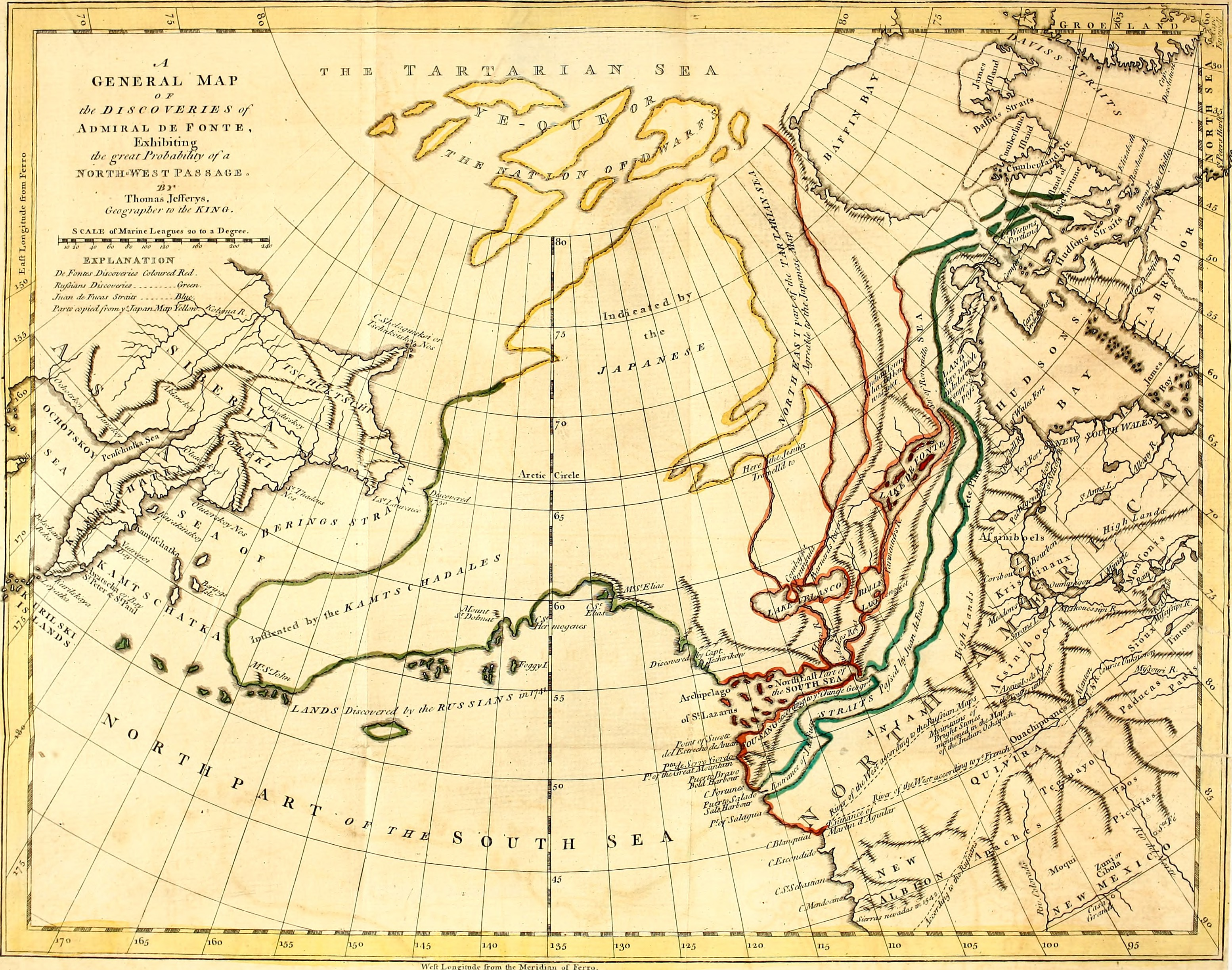
La grande probabilité d'un passage du Nord-Ouest déduite d'observations de l'amiral de Fonte

L'expédition de Bartholomew de Fonte ou de Fuente est un voyage d'exploration qui aurait eu lieu en 1642 au-dessus de l'île de Vancouver. 

## Historique
L'amiral de Fuente ou de Fonte serait espagnol ou portugais. Il aurait découvert l'archipel Saint-Lazare, un archipel situait au-dessus de l'île de Vancouver. Il y décrit des lacs et de grandes villes qu'il assure avoir visitées et prétend alors avoir découvert un passage entre le Pacifique et l'Atlantique. 
Des études vont démontrer que toutes ces aventures sont de l’affabulation et qu'il n'y a vraisemblablement jamais eu de voyage dans ces parages par un amiral de Fuente qui lui-même serait une légende. Ce récit est en réalité paru en 1708 dans un périodique appelé Memoirs for the Curious. En 1744, Arthur Dobbs relaie le voyage dans An Account of the Countries Adjoining Hudson's Bay et, en 1752, Joseph-Nicolas Delisle publie un mémoire sur ce que l'on sait à l'époque du Pacifique Nord-Ouest et écrit qu'en 1640 de Fonte, un amiral espagnol, navigue 5 000 milles au nord de Lima à 53° nord. De Fonte aurait remonté un rio de los Reyes qui l'aurait mené à un immense lac au centre du continent appelé lac de Fonte. 
En 1753, Gerhard Friedrich Müller publie une réfutation anonyme du voyage et en 1755, Denis Diderot publie une version de la carte de Delisle dans L'Encyclopédie,. En 1757, Andrés Marcos Burriel publie une Noticia de la California dans laquelle il déclare ne pas trouver de référence à de Fonte dans les archives espagnoles. L'annexe donnant ces informations ne figurait pas dans les traductions anglaise ou française. En 1783, un an avant la publication des journaux de James Cook, Jean-Baptiste Nolin publie une carte reprenant la géographie de Delisle, y compris une mer de l'Ouest encore plus vaste.